# Nagai Atsushi
Atsushi Nagai (sinh ngày 23 tháng 12 năm 1974) là một cầu thủ bóng đá người Nhật Bản.

## Sự nghiệp câu lạc bộ
Atsushi Nagai đã từng chơi cho Avispa Fukuoka, Sanfrecce Hiroshima, Montedio Yamagata, Vegalta Sendai và FC Ryukyu.